# Henri Helmer
Henri Helmer, né le 4 mai 1907 à Dole et mort le 27 août 1991 dans la même ville, est un joueur de rugby à XV français. Il a évolué aux postes de trois-quart centre et de demi d'ouverture, notamment au CASG Paris.
En 1950, à la cessation d'activité de l'Union sportive doloise, club de ses débuts, il fonde le Club sportif idéal dolois dont il est le président jusqu'en 1959. À cette même époque, il est également vice-président du Comité de Franche-Comté de la FFR.

## Carrière
- 1923-1930 : Union Sportive Doloise Rugby (Dole)
- 1930-1939 : CASG Paris
- 1941-1945 : AS Aulnay sous Bois
- 1946-1950 : Union Sportive Doloise Rugby
- 1951-1952 : Club Sportif Idéal Dolois